# Orthocis apicipennis
Orthocis apicipennis es una especie de coleóptero de la familia Ciidae.

## Distribución geográfica
Habita en Brasil.